# Michael Leary
Michael Leary, född 17 april 1983 i Ealing i England, är en engelsk fotbollsspelare som för tillfället spelar för Gainsborough Trinity.